# 회양목
회양목(-楊木, Korean box tree, 문화어: 고양나무)은 회양목과에 속하는 늘푸른떨기나무이다. 잎은 작고, 꽃은 4 ~ 5월에 피며, 열매는 삭과이다. 황양목이라고도 부른다. 영어와 라틴어로는 상자를 만드는 데 쓰였다는 뜻이 들어 있다. 도장을 만드는 데 사용되어 도장나무라는 별명도 가지고 있다. 변함없는 모습을 가지고 있어서 꽃말이 '극기와 냉정'이다.

## 생태
회양목은 본래 한국에서 자생하는 나무로 경북, 충북을 중심으로 하는 석회암 지대의 지표 식물이다.  이른 봄에 꽃을 피워 꽃이 드문 시기에 벌들의 훌륭한 양식이 된다. 상록식물이기는 하지만 겨울에는 갈색으로 변하며, 열매는 암술대가 뿔처럼 남아 있다가 다 익으면 열매가 저절로 벌어지는데 그 안에 종자가 들어있다.
그늘이건 양지건 가리지 않고 잘 자라며 가뭄과 공해에 강해서 기르기 쉽다. 그러나 잎이 황색을 띠기 시작하면 석회질을 보충해 주어야 한다.

## 변종
잎이 좁고 긴 긴잎회양목, 잎이 더 크고 잎자루에 털이 없으며 섬 지방에 사는 섬회양목이 있다. 1917년 년 윌슨이 관악산에서 채집한 것과 1989년 단양에서 채집하여 미국으로 가지고 간 회양목은 윈터 그린(Winter green), 윈터 뷰티(Winter beauty)라는 새로운 품종으로 알려지고 있다.

## 쓰임새
아주 더디게 자라 직경이 25cm 정도가 되려면 600~700년이 걸려 재질이 치밀하고 균일하고 광택이 있어 도장의 재료가 되었다. 목관악기나 현악기의 줄받이, 장기알, 측량도구에 쓰이는 고급 목재이다. 부러지지 않고 부드러워 얼레빗을 만들어 사용을 하였다. 또한 호패를 만드는데 사용되기도 하였다.
회양목에는 북신, 파라북신, 북시나민 등 알칼로이드가 함유되어 있다.

## 사진

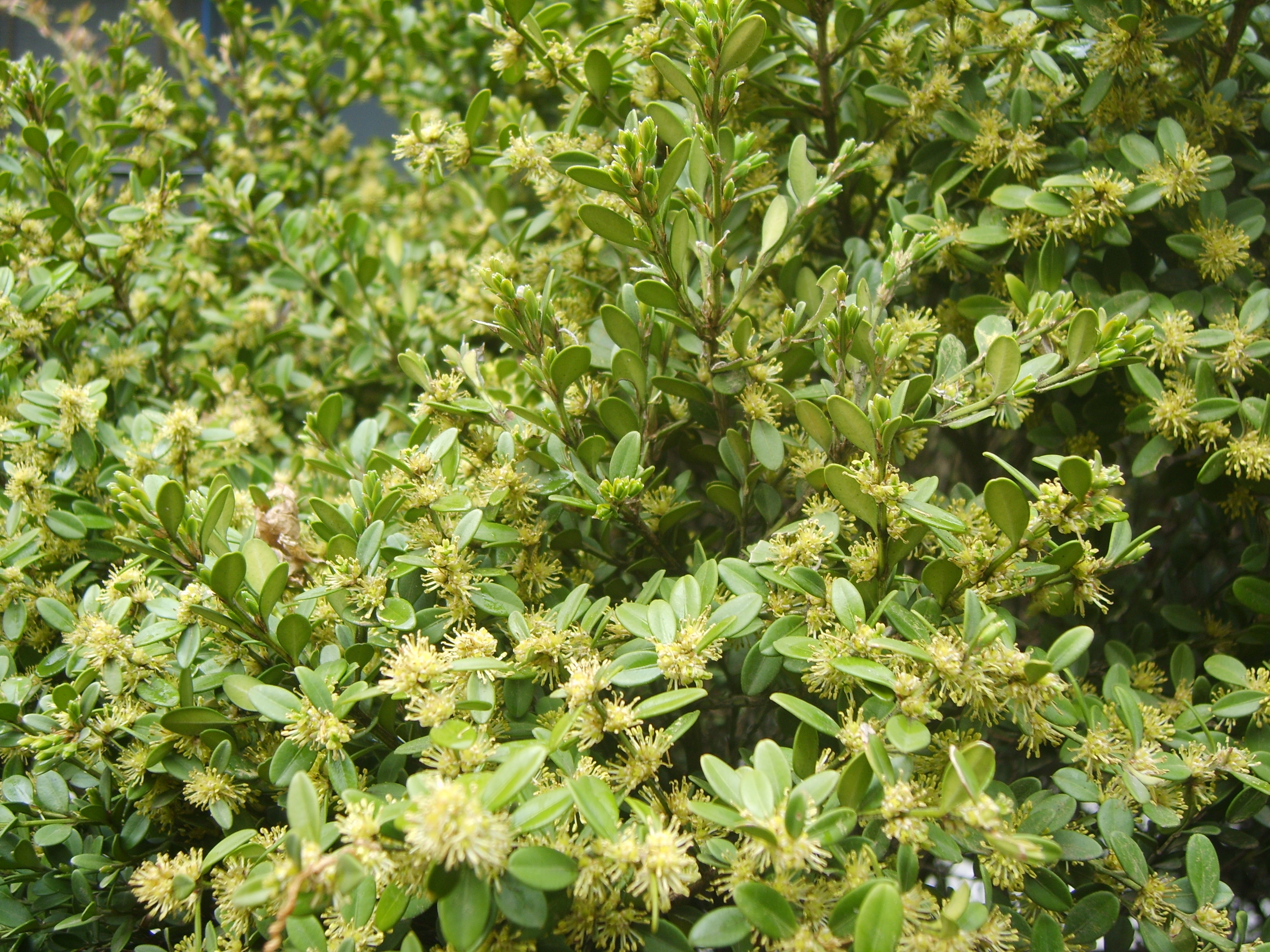
꽃
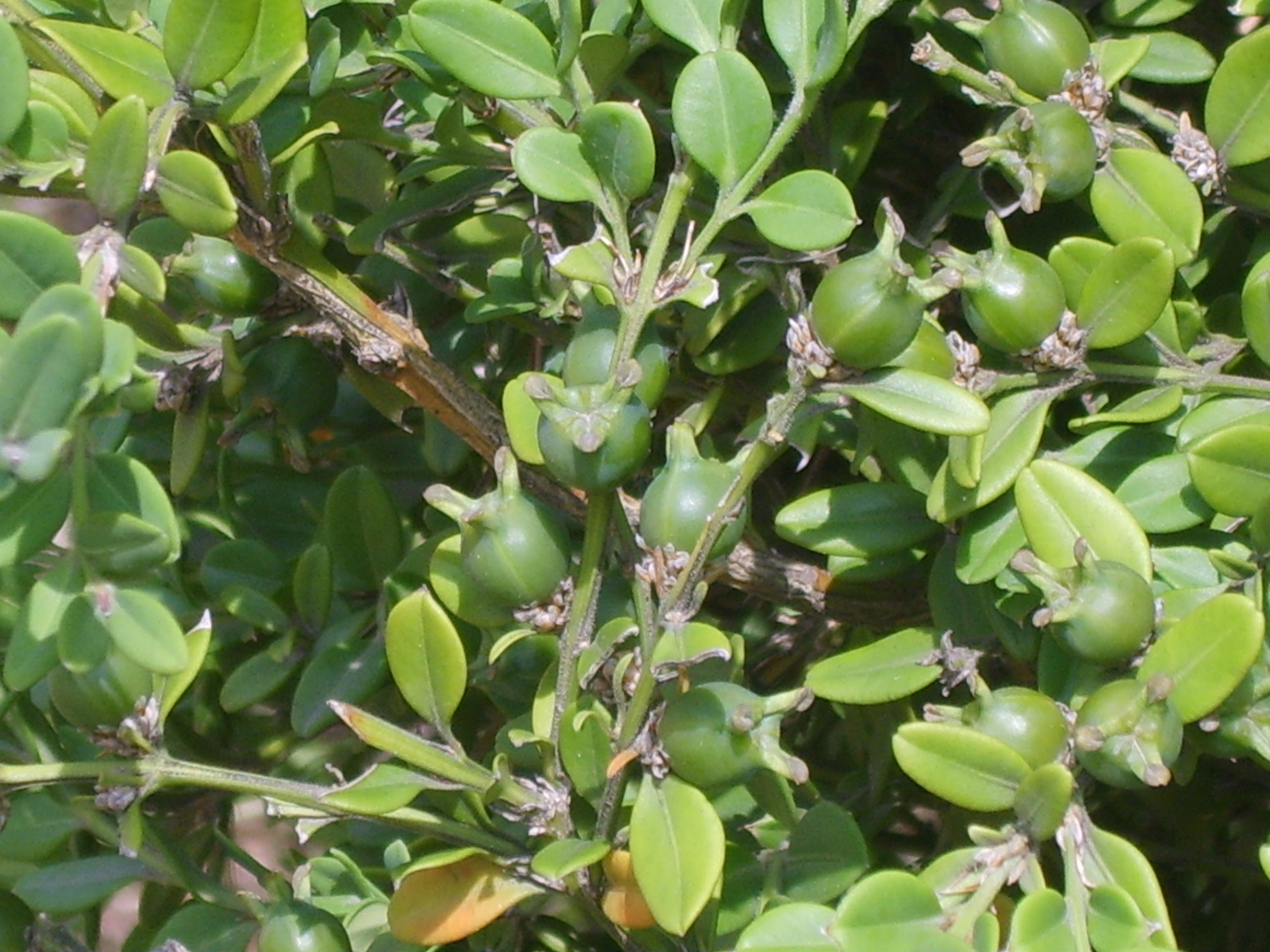
열매
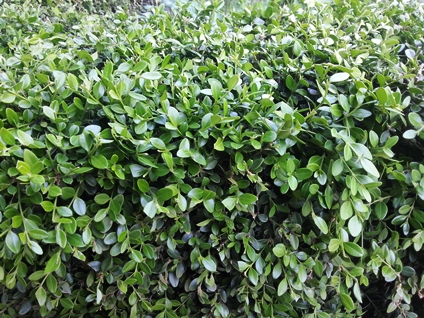
봄의 회양목